# Lev Skorish
Lev Skorish (hebräisch לב סקוריש, * 22. April 1996) ist ein israelischer Leichtathlet, der sich auf den Stabhochsprung spezialisiert hat.

## Sportliche Laufbahn
Erste internationale Erfahrungen sammelte Lev Skorish im Jahr 2013, als er bei den Jugendweltmeisterschaften in Donezk mit übersprungenen 5,10 m die Bronzemedaille im Stabhochsprung gewann. Anschließend gelangte er bei den Junioreneuropameisterschaften in Rieti mit 5,00 m auf den zehnten Platz. Im Jahr darauf belegte er bei den U23-Mittelmeer-Meisterschaften in Aubagne mit 5,17 m den fünften Platz und anschließend erreichte er bei den Juniorenweltmeisterschaften in Eugene mit 5,10 m Rang 13. 2015 brachte er bei den Junioreneuropameisterschaften in Eskilstuna in der Vorrunde keinen gültigen Versuch zustande und im Jahr darauf gewann er bei den Balkan-Meisterschaften in Pitești mit einer Höhe von 5,00 m die Silbermedaille hinter dem Kroaten Ivan Horvat. 2017 belegte er bei den Balkan-Hallenmeisterschaften in Belgrad mit 5,16 m den achten Platz und im Juli schied er bei den U23-Europameisterschaften in Bydgoszcz mit 5,00 m in der Qualifikationsrunde aus. Im Jahr darauf wurde er bei den Balkan-Hallenmeisterschaften in Istanbul mit 5,00 m Fünfter und im Juni gelangte er bei den U23-Mittelmeer-Meisterschaften in Jesolo mit 5,00 m auf Rang neun, ehe er bei den Balkan-Meisterschaften in Stara Sagora ohne einen gültigen Versuch blieb. 
2019 siegte er bei den Balkan-Hallenmeisterschaften in Istanbul mit übersprungenen 5,40 m und 2022 belegte er bei den Balkan-Meisterschaften in Craiova mit 4,80 m den achten Platz.
In den Jahren 2013, von 2017 bis 2020 sowie 2022 wurde Skorish israelischer Meister im Stabhochsprung.

## Persönliche Bestleistungen
- Stabhochsprung (Freiluft): 5,50 m, 28. Juli 2020 in Tel Aviv-Jaffa
  - Stabhochsprung (Halle): 5,45 m, 29. Januar 2022 in Mahiljou